# Plectroglyphidodon
Plectroglyphidodon ist eine Gattung der Riffbarsche (Pomacentridae), die in den flachen Korallenriffen des tropischen Indopazifik vorkommt.

## Merkmale
Es sind hochrückige, meist ein- oder zweifarbig gefärbte Fische. Äußerlich sehen sie den Arten der Gattung Parma ähnlich, unterscheiden sich von diesen aber durch ihre größeren Schuppen. Die Lippen der Plectroglyphidodon-Arten weisen zahlreiche Falten und Furchen auf, ähnlich wie die vergrößerten Lippen von Cheiloprion labiatus. Dies wird als eine Anpassung an ihre herbivore Ernährung gesehen. Im Unterschied zu anderen Riffbarschgattungen besitzen Plectroglyphidodon-Arten keine zusätzlichen narbigen Schuppen hinter den röhrenförmigen Seitenlinienschuppen.

## Arten

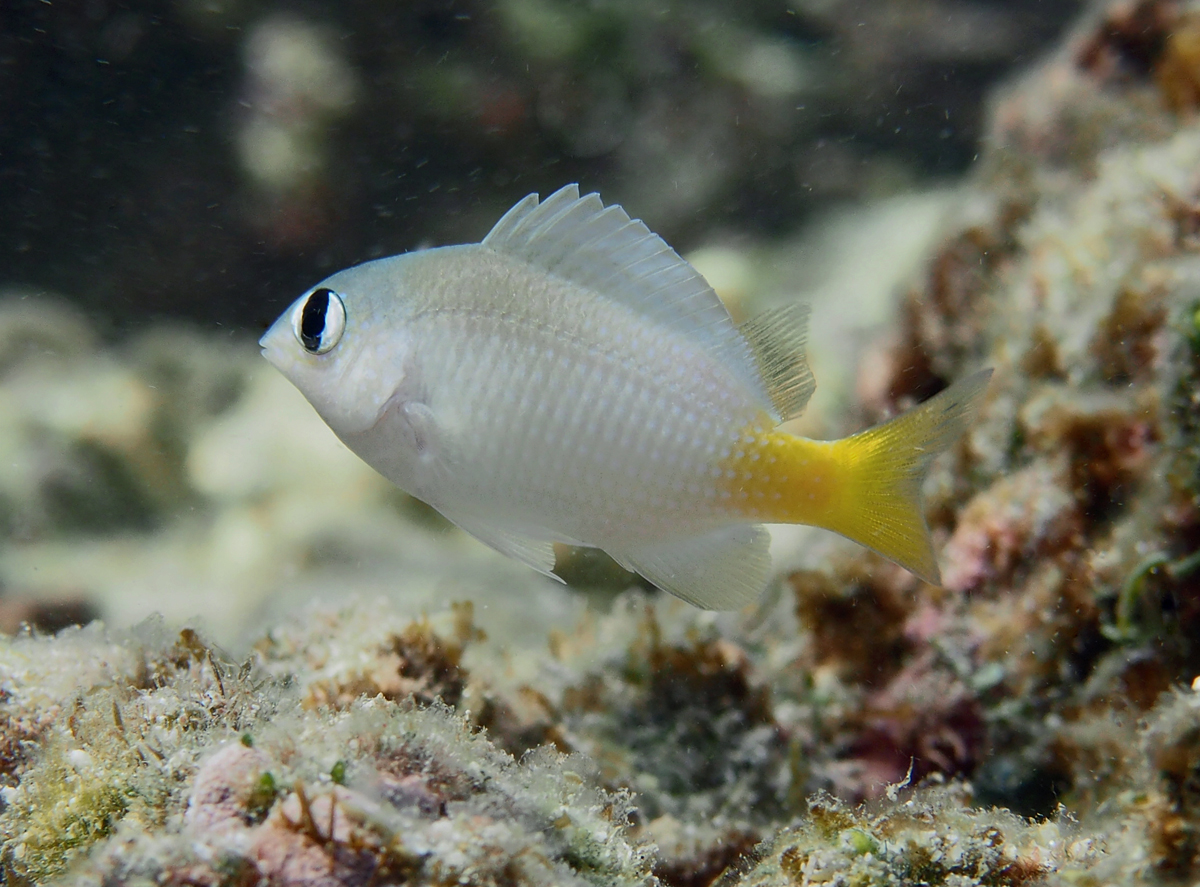
Plectroglyphidodon imparipennis

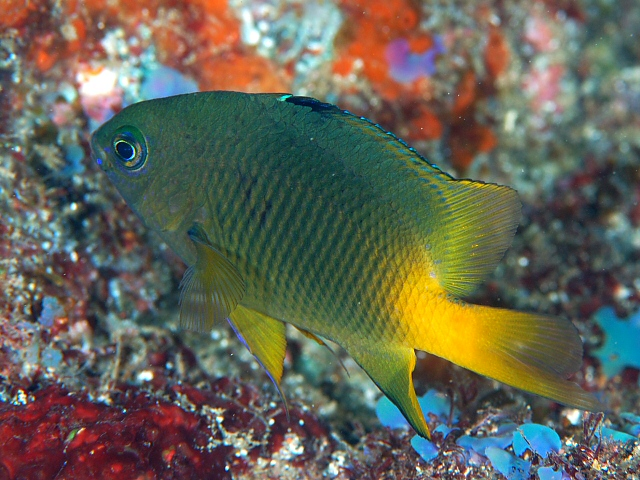
Plectroglyphidodon altus

Zur Gattung Plectroglyphidodon gehören seit Juni 2021 insgesamt 20 Arten: Zehn Arten, die schon vor Juni 2021 zu Plectroglyphidodon gehörten, sowie zehn weitere Arten, die vorher in die Gattung Stegastes gestellt wurden und im Juni 2021 im Zuge einer Revision der Riffbarschsystematik zu Plectroglyphidodon gekommen sind, weil sie näher mit P. johnstonianus, der Typusart von Plectroglyphidodon, verwandt sind als mit der Typusart von Stegastes (Stegastes imbricatus).
- Plectroglyphidodon dickii (Liénard, 1839)
- Plectroglyphidodon flaviventris Allen & Randall, 1974
- Plectroglyphidodon imparipennis (Vaillant & Sauvage, 1875)
- Plectroglyphidodon johnstonianus Fowler & Ball, 1924
- Plectroglyphidodon lacrymatus (Quoy & Gaimard, 1825)
- Plectroglyphidodon leucozonus (Bleeker, 1859)
- Plectroglyphidodon phoenixensis (Schultz, 1943)
- Plectroglyphidodon randalli Allen, 1991
- Plectroglyphidodon sagmarius Randall & Earle, 1999
- Plectroglyphidodon sindonis (Jordan & Evermann, 1903)

Arten, die vor Juni 2021 zu Stegastes gehörten:
- Plectroglyphidodon altus (Okada & Ikeda, 1937)
- Plectroglyphidodon apicalis (De Vis, 1885)
- Plectroglyphidodon aureus (Fowler, 1927)
- Plectroglyphidodon emeryi (Allen & Randall, 1974)
- Plectroglyphidodon fasciolatus (Ogilby, 1889)
- Plectroglyphidodon gascoynei (Whitley, 1964)
- Plectroglyphidodon insularis (Allen & Emery, 1985)
- Plectroglyphidodon luteobrunneus (Smith 1960)
- Plectroglyphidodon marginatus (Jenkins 1901)
- Plectroglyphidodon obreptus (Whitley, 1948)

Die Artengruppe bildet eine monophyletische Klade innerhalb der Gattung Plectroglyphidodon.

## Belege
1. 1 2 3 4  Kevin L. Tang, Melanie L. J. Stiassny, Richard L. Mayden, Robert DeSalle: Systematics of Damselfishes. Ichthyology & Herpetology, 109(1):258-318 (2021). doi: 10.1643/i2020105